# Аксуат (озеро, Тимирязевский район)
Аксуат (каз. Ақсуат — белый водопой) — озеро в Тимирязевском районе Северо-Казахстанской области Казахстана. Находится в 3 км к востоку от села Москворецкое и в 41 км к юго-западу от села Дмитриевка.
По данным топографической съёмки 1940-х годов, площадь поверхности озера составляет 18,5 км². Наибольшая длина озера — 7,3 км, наибольшая ширина — 3,8 км. Длина береговой линии составляет 29,4 км, развитие береговой линии — 1,91. Озеро расположено на высоте 165,9 м над уровнем моря.
По данным обследования 1957 года, площадь поверхности озера составляет 17,4 км². Максимальная глубина — 1,5 м, объём водной массы — 19,1 млн м³, общая площадь водосбора — 282 км².
Озеро входит в перечень рыбохозяйственных водоёмов местного значения.